# 山梨県道40号都留インター線
山梨県道40号都留インター線（やまなしけんどう40ごう つるインターせん）は、山梨県都留市を通る県道（主要地方道）である。

## 概要
山梨県都留市を通る中央自動車道富士吉田線の都留インターチェンジ内の一部ランプウェイおよび都留インターチェンジと国道139号を連絡する路線。
1.5車線で、制限速度は40km/hである。

### 路線データ
本線
- 起点：山梨県都留市つる一丁目（国道139号交点）
- 終点：山梨県都留市つる五丁目
- 総延長：555m

支線（都留インターチェンジランプウェイ）
- 起点：山梨県都留市つる四丁目（都留IC料金所付近）
- 終点：山梨県都留市つる五丁目（中央自動車道本線交点・下り線）
- 終点：山梨県都留市つる五丁目（中央自動車道本線交点・上り線）
- 自動車専用道路の指定区間：支線の全区間

## 歴史
- 1993年（平成5年）5月11日 - 建設省から、県道高畑谷村停車場線の一部が都留インター線として主要地方道に指定される[1]。
- 1994年3月31日：認定・供用
- 2011年（平成23年）8月10日：中央自動車道都留インターチェンジ河口湖方面ランプウェイ供用開始

## 地理

### 通過する自治体
- 都留市

### 交差する道路
- 国道139号（都留市つる一丁目、起点）
- 中央自動車道河口湖線 都留インターチェンジ・山梨県道705号高畑谷村停車場線（都留市つる五丁目、終点）